# Ernst Nilsson
Ernst Hilding Waldemar Nilsson (ur. 10 maja 1891 w Malmö, zm. 11 lutego 1971 tamże) – szwedzki zapaśnik, brązowy medalista olimpijski z igrzysk olimpijskich w 1920 w Antwerpii, dwukrotny mistrz świata.

## Życiorys
Walczył w obu stylach. Brał udział w trzech igrzyskach olimpijskich (1912 w Sztokholmie, 1920 w Antwerpii i 1924 w Paryżu), medal w 1920 zdobył w wadze ciężkiej (ponad 82,5 kg) w stylu wolnym, razem z Fredem Meyerem ze Stanów Zjednoczonych, z którym nie rozstrzygnął pojedynku o ten medal. Zwyciężył w wadze do 82 kg w stylu klasycznym na mistrzostwach świata w 1913 we Wrocławiu i w wadze ponad 82,5 kg, również w stylu klasycznym na mistrzostwach świata w 1922 w Sztokholmie.

## Letnie Igrzyska Olimpijskie 1912
| Konkurencja            | Rundy eliminacyjne         | Rundy eliminacyjne        | Rundy eliminacyjne     | Rundy eliminacyjne    | Klas. końcowa |
| Konkurencja            | Przeciwnik I               | Przeciwnik II             | Przeciwnik III         | Przeciwnik IV         | Miejsce       |
| ---------------------- | -------------------------- | ------------------------- | ---------------------- | --------------------- | ------------- |
| 82,5 kg styl klasyczny | Harald Christensen (DEN) P | František Kopřiva (BOH) Z | Renato Gardini (ITA) Z | Knut Lindberg (FIN) P | 10.           |

## Letnie Igrzyska Olimpijskie 1920
| Konkurencja             | Rundy eliminacyjne          | Rundy eliminacyjne      | Klas. końcowa |
| Konkurencja             | 1/8 finału                  | Ćwierćfinał             | Miejsce       |
| ----------------------- | --------------------------- | ----------------------- | ------------- |
| +82,5 kg styl klasyczny | Eduard Van Den Bril (BEL) Z | Jaap Sjouwerman (NED) P | ?             |

| Konkurencja         | Rundy eliminacyjne       | Rundy eliminacyjne    | Rundy eliminacyjne | Klas. końcowa |
| Konkurencja         | Ćwierćfinał              | Półfinał              | o 3. miejsce       | Miejsce       |
| ------------------- | ------------------------ | --------------------- | ------------------ | ------------- |
| +82,5 kg styl wolny | Archie MacDonald (GBR) Z | Nat Pendleton (USA) P | Fred Meyer (USA) R |               |

## Letnie Igrzyska Olimpijskie 1924
| Konkurencja             | Rundy eliminacyjne      | Rundy eliminacyjne     | Rundy eliminacyjne  | Rundy eliminacyjne    | Klas. końcowa |
| Konkurencja             | Przeciwnik I            | Przeciwnik II          | Przeciwnik III      | Przeciwnik IV         | Miejsce       |
| ----------------------- | ----------------------- | ---------------------- | ------------------- | --------------------- | ------------- |
| +82,5 kg styl klasyczny | Edil Rosenqvist (FIN) P | Aleardo Donati (ITA) Z | Poul Hansen (DEN) Z | Henri Deglane (DEN) P | 5.            |

| Konkurencja       | Rundy eliminacyjne     | Rundy eliminacyjne    | Rundy eliminacyjne  | Rundy eliminacyjne   | Klas. końcowa |
| Konkurencja       | Ćwierćfinał            | Półfinał              | Finał               | o 2. miejsce         | Miejsce       |
| ----------------- | ---------------------- | --------------------- | ------------------- | -------------------- | ------------- |
| +87 kg styl wolny | Roger Flanders (USA) Z | Toivo Pohjala (FIN) Z | Harry Steel (USA) P | Henri Wernli (SUI) P | 4.            |